# Prof T.
 (janvier 2018).
Si vous disposez d'ouvrages ou d'articles de référence ou si vous connaissez des sites web de qualité traitant du thème abordé ici, merci de compléter l'article en donnant les références utiles à sa vérifiabilité et en les liant à la section « Notes et références ».
« Prof T. » est une mini-série télévisée française en six épisodes créée par Elsa Marpeau et diffusée en Belgique depuis le 8 septembre 2016 sur La Une, en Suisse le 3 février 2018 sur RTS Un et en France le 8 février 2018 sur TF1. C'est une adaptation de la série flamande « Professor T. » .

## Synopsis
Julien Tardieu est un éminent professeur de criminologie à l'université, asocial, bourré de TOC et obsédé par la propreté depuis un traumatisme subi dans son jeune âge. Une de ses anciennes étudiantes, Lise Doumère, devenue lieutenant de police, fait appel à lui pour résoudre une série de crimes qui secouent la ville. Malgré son caractère odieux et ses méthodes directes, qui rendent houleuses les relations avec son entourage, ses connaissances académiques et son intuition infaillible aideront les policiers à dépasser les apparences trompeuses pour résoudre les énigmes.

## Tournage
Produite avec le soutien de la région des Pays de la Loire et en partenariat avec le CNC, la série est tournée à l'université de Nantes et dans plusieurs sites de l'île et du centre-ville de Nantes.

## Distribution
- Mathieu Bisson : Julien Tardieu (Prof T.)
- Fleur Geffrier : Lise Doumère
- Amir El Kacem : Dan Levasseur
- Zoé Félix : Christine Flamand
- Pierre Berriau : Paul Rabet
- Jean Benguigui : Valéry d’Ormont
- Mariamne Merlo : Astrid Lestringent
- Damien Jouillerot : Ferdinand Tardieu

## Fiche technique
- Titre : Prof T.
- Création : Elsa Marpeau
- Réalisation : Nicolas Cuche (épisodes 1 à 4), Jean-Christophe Delpias (épisodes 5 à 6)
- Scénario, adaptation et dialogues : Elsa Marpeau (épisodes 1 à 6)
- Décors : Bertrand L'Herminier
- Costumes : Agnès Falque
- Montage : Thierry Rouden, Anne Saiac, Fabrice Dautcourt
- Photographie : Christian Abomnes
- Musique : Christophe La Pinta, Rebecca Delannet
- Production : Véronique Marchat
- Co-production : TF1, Stromboli Pictures, RTBF, Radio Télévision Suisse
- Société(s) de production : Vema Production
- Pays d'origine :  France
- Durée : 52 minutes
- Genre : Policier, thriller, judiciaire
- Public :

  déconseillé aux moins de 10 ans

## Épisodes
La série compte six épisodes.
1. À travers le miroir 
Un violeur en série sévit dans la résidence universitaire. La police arrête un individu qui tente d'y pénétrer muni de gants, qui n'est autre que le professeur Tardieu, alors que le coupable idéal semble avoir un alibi en béton...
2. Le Visage du tueur
Un homme est retrouvé empoisonné au cyanure chez lui. Les policiers retrouvent vite les traces de son visiteur et suspectent une vengeance de mari trompé... Le professeur Tardieu, désigné en tant qu'expert, va décrypter la terrible machination à l'origine de cette vengeance criminelle...
3. L'Esprit d'équipe
Une jeune fille, Vanessa, est retrouvée morte dans un chantier naval. Les policiers découvrent qu'elle avait l'intention de quitter son petit ami...
4. Alter ego
Un chirurgien célèbre est retrouvé mort dans sa chambre d'hôtel. Il était en galante compagnie, et les soupçons se portent naturellement vers le mari jaloux...
5. L'Âge tendre
Nolan , un étudiant en lettres, a disparu, son colocataire Maxime donne l'alerte. Le professeur Tardieu craint un meurtre et est intrigué par les résultats brillants de Maxime à ses derniers partiels...
6. L'Origine du monde
Tamara est retrouvée pendue chez elle alors qu'elle avait un rendez-vous galant et tarifé avec le professeur Tardieu. Celui-ci ne peut croire au suicide et va s'employer à retrouver son meurtrier.

## Audiences
| Épisode | Date de diffusion | Téléspectateurs | PDA    | Référence |
| Épisode | * France          | Téléspectateurs | PDA    | Référence |
| ------- | ----------------- | --------------- | ------ | --------- |
| 1       | 8 février 2018    | 4 600 000       | 18,8 % | [ 1 ]     |
| 2       | 8 février 2018    | 3 300 000       | 17 %   | [ 1 ]     |
| 3       | 15 février 2018   | 3 670 000       | 15,8 % | [ 2 ]     |
| 4       | 15 février 2018   | 3 040 000       | 15,6 % | [ 2 ]     |
| 5       | 22 février 2018   | 3 076 000       | 15,8 % | [ 3 ]     |
| 6       | 22 février 2018   | 3 080 000       | 15,8 % | [ 3 ]     |